# 2-oksopropil-KoM reduktaza (karboksilacija)
2-oksopropil-KoM reduktaza (karboksilacija) (EC 1.8.1.5, NADPH:2-(2-ketopropiltio)etansulfonat oksidoreduktaza/karboksilaza, NADPH:2-ketopropil-koenzim M oksidoreduktaza/karboksilaza) je enzim sa sistematskim imenom 2-merkaptoetansulfonat,acetoacetat:NADP+ oksidoreduktaza (dekarboksilacija). Ovaj enzim katalizuje sledeću hemijsku reakciju
2-merkaptoetansulfonat + acetoacetat + NADP+ {\displaystyle \rightleftharpoons } 2-(2-oksopropiltio)etansulfonat + 2 + NADPH
Ovaj enzim takođe deluje na tioetre.

## Literatura
- Nicholas C. Price; Lewis Stevens (1999). Fundamentals of Enzymology: The Cell and Molecular Biology of Catalytic Proteins (Third изд.). USA: Oxford University Press. ISBN 019850229X.
- Eric J. Toone (2006). Advances in Enzymology and Related Areas of Molecular Biology, Protein Evolution (Volume 75 изд.). Wiley-Interscience. ISBN 0471205036.
- Branden C; Tooze J. Introduction to Protein Structure. New York, NY: Garland Publishing. ISBN 0-8153-2305-0.
- Irwin H. Segel. Enzyme Kinetics: Behavior and Analysis of Rapid Equilibrium and Steady-State Enzyme Systems (Book 44 изд.). Wiley Classics Library. ISBN 0471303097.
- William P. Jencks (1987). Catalysis in Chemistry and Enzymology. Dover Publications. ISBN 0486654605.

## Spoljašnje veze
- 2-oxopropyl-CoM+reductase+(carboxylating) на 